# Tractat d'Aranjuez (1780)
El Tractat d'Aranjuez de 1780 fou un tractat internacional que va ser signat el 25 de desembre de 1780 a la ciutat d'Aranjuez entre representants del Regne d'Espanya i del Regne del Marroc. Sobre la base dels termes del tractat, el Marroc adquiria territoris cedits per Espanya, a canvi, això no obstant, Mulay Muhammad III va reconèixer la titularitat de l'Imperi Espanyol sobre la plaça de Melilla.